# Baao
Baao es un municipio filipino de primera clase, perteneciente a la provincia de Camarines Sur, en la región de Bicolandia.

## Historia
Hacia mediados del siglo XIX, el lugar tenía contabilizada una población de 5292 habitantes, repartidos en 882 casas. pertenecía al pueblo de Tinambac. Aparece descrito en el primer volumen del Diccionario geográfico, estadístico, histórico de las Islas Filipinas (1850) de Manuel Buzeta Núñez y Felipe Bravo con las siguientes palabras:

BAAO: pueblo con cura y gobernadorcillo, en la isla de Luzon, prov. de Camarines-Sur, dióc. de Nueva-Cáceres (poco mas de 4 leg. N. O.): sit. en los 127° 2' long., 13° 26' lat., á la falda meridional de un monte, á la orilla derecha de un pequeño alfuente del r. de Vicol, en el camino que recorre la prov. de N. O. á S. E. Disfruta de muy buena ventilacion, y su clima es templado y saludable. Tiene como unas 882 casas, en general de sencillísima construccion, distinguiéndose como mas notables la casa parroquial y la llamada tribunal; hay cárcel, y escuela de primeras letras dotada de los fondos de comunidad, á la que concurren todos los niños de ambos sexos del pueblo; é igl. parr. bastante buena, servida por un cura regular. Contiguo á esta se halla el cementerio en buena situacion y ventilado. El term. confina por E. con el de Buji, cuyo pueblo se halla como á unas 3 y ½ leg. E. S. E.; por S. con el de Irigo, que se encuentra como á 1 y ¼ leg. S. E., y con Nabua, como á 1 leg. S. S. E.; por O. con Bula (como 1 y ¼ leg.), y por N. con los estribos del encumbrado monte, cuyas aguas recoge el r. de Vicol. En sus montes se cria buena madera de construccion, y caza mayor y menor. Al N. del pueblo hay unos grandes pantanos, conocidos por los pantanos de Baao, notables especialmente por su posicion elevada. El terreno se halla fertilizado por varios afluentes del r. de Buhi, en el cual desagua uno cerca de Nabua, corriendo de N. á S., y otro, que es el pequeño anteriormente mencionado, cerca de la pobl., que corre de O. á E.: es muy feraz. prod.: arroz y abacá en abundancia, añil, ajonjolí, caña dulce, maiz, cacao, cocos, legumbres y toda clase de frutas. ind.: el beneficio de los productos naturales, y la fabricacion de sinamays y otras telas. comercio: la esportacion del sobrante de sus productos naturales y fabriles. pobl. 5,292 alm., 1,362 trib. que ascienden á 13,620 rs. plata, equivalentes á 34,050 rs. vn.
(Buzeta y Bravo, 1850, p. 316)

En 2020, tenía censados 61 493 habitantes.